# Safiye Ali
Safiye Ali, född 2 februari 1891 i Istanbul, död 5 juli 1952 i Dortmund, var en turkisk läkare.
Hon blev Turkiets första kvinnliga läkare 1923.